# ميشيل بيكولي
ميشيل بيكولي (بالفرنسية: Michel Piccoli)‏
```
(و. 
1925
 – 
م
)
[
16
]
 هو 
ممثل أفلام
، 
وممثل
، 
ومخرج سينمائي
، 
وكاتب سيناريو
، و
ممثل مسرحي
 من 
فرنسا
. ولد في 
باريس
.
[
17
]
```

## التعليم
تعلم في المدرسة الألزاسية ‏، ومدرسة رينيه سيمون للفنون الدرامية ‏.

## روابط خارجية
- ميشيل بيكولي على موقع IMDb (الإنجليزية)
- ميشيل بيكولي على موقع روتن توميتوز (الإنجليزية)
- ميشيل بيكولي على موقع مونزينجر (الألمانية)
- ميشيل بيكولي على موقع قاعدة بيانات الأفلام العربية
- ميشيل بيكولي على موقع ألو سيني (الفرنسية)
- ميشيل بيكولي على موقع ميوزك برينز (الإنجليزية)
- ميشيل بيكولي على موقع تيرنر كلاسيك موفيز (الإنجليزية)
- ميشيل بيكولي على موقع أول موفي (الإنجليزية)
- ميشيل بيكولي على موقع قاعدة بيانات الأفلام السويدية (السويدية)
- ميشيل بيكولي على موقع إن إن دي بي (الإنجليزية)